# Die Schweizerische Post
Die Schweizerische Post AG er en schweizisk statsejet postvirksomhed. Ud over post driver virksomheden bank, kommunikationsløsninger, e-handel og bustransport. Koncernen har hovedkvarter i Bern.
1. januar 1849 blev postale services i Schweiz reguleret af landets nye konstitution, som forlangte en centraliseret administration. Die Schweizerische Post overtog 14 kantoners postale services. Fra og med oktober 1849 var reformen gennemført, og der var ens takster for breve og pakker.
I 2013 blev Die Schweizerische Post omstruktureret til et aktieselskab.